# Sacramento Moyano
Sacramento Moyano (14 de febrero de 1952) es una deportista española que compitió en judo. Ganó cinco medallas en el Campeonato Europeo de Judo entre los años 1976 y 1984. Está considerada la pionera del judo femenino en España.

## Biografía
A los 14 años acudió a su primera clase de judo en el gimnasio Hermandades del Trabajo de Madrid, el único que aceptaban mujeres en la época. Participó en 1980 en el primer Mundial Femenino de Judo que se celebró en Nueva York pero se retiró de la competición en 1988, cuatro años antes de que este deporte se trasladara al ámbito olímpico.
Ha sido once veces campeona de España y ha logrado cinco medallas europeas. Posteriormente fue seleccionadora nacional. Fue la primera judoca española en lograr el noveno dan.
Desde hace más de cuatro décadas dirige un gimnasio Budokan en Vallecas (Madrid).

## Palmarés internacional
| Campeonato Europeo | Campeonato Europeo      | Campeonato Europeo | Campeonato Europeo |
| Año                | Lugar                   | Medalla            | Categoría          |
| ------------------ | ----------------------- | ------------------ | ------------------ |
| 1976               | Viena (Austria)         | Medalla de plata   | –56 kg             |
| 1978               | Colonia (RFA)           | Medalla de plata   | –52 kg             |
| 1979               | Kerkrade (Países Bajos) | Medalla de bronce  | –52 kg             |
| 1981               | Madrid (España)         | Medalla de bronce  | –52 kg             |
| 1984               | Pirmasens (RFA)         | Medalla de bronce  | –52 kg             |